# Молодіжний (Каргасоцький район)
Молоді́жний (рос. Молодёжный) — селище у складі Каргасоцького району Томської області, Росія. Адміністративний центр Середньотимського сільського поселення.

## Населення
Населення — 536 осіб (2010; 634 у 2002).
Національний склад (станом на 2002 рік):
- росіяни — 80 %
- селькупи — 9 %